# Lava Cast Forest
La Lava Cast Forest est une série de coulées de lave solidifiées recouvrant une ancienne forêt du comté de Deschutes, dans l'Oregon, aux États-Unis. Remarquable par le grand nombre d'arbres de lave qu'elle abrite, elle est aujourd'hui protégée au sein du Newberry National Volcanic Monument. Un sentier appelé Lava Cast Forest Trail y est aménagé.